# Vera Kholodnaja
Vera Vasiljevna Kholodnaja født Levtjenko (russisk: Вера Васильевна Холодная (Левченко); den 5. august 1893 i Poltava, død 16. februar 1919 i Odessa) var den første stjerne indenfor ukrainsk stumfilm. I dag eksisterer kun fem af hendes film ud af et totalt antal som er ukendt, men skønnes at ligge mellem 50 og 100 stykker.

## Biografi
Vera blev født i Poltava, Russiske Kejserrige (nuværende Ukraine) som Vera Levtjenko, og hun måtte flytte til Moskva for at bo sammen med sin enlige bedstemor, da hun var to år gammel. Som lille pige drømte hun om en karriere i klassisk ballet og hun gik på det prestigefyldte Bolsjojteaters balletskole for en kortere periode. I 1910 giftede hun sig med Vladimir Kholodnyj (russisk: Владимир Григорьевич Холодный), som efter sigende var den første racerbilkører i Rusland samt sportsredaktør i et dagblad. Vera var ofte sammen med ham til racerløb som også resulterede i kollisioner og ulykker. Hun tog også hans efternavn, som kan oversættes til "Den kolde". Senere blev efternavnet et populært valg til pseudonym. Deres datter, Jevgenija, blev født i 1912 og de adopterede et andet barn året efter.

## Til filmen
I 1908 var hun til stede ved en fremvisning af filmen Francesca da Rimini hvor Vera Komissarsjevskaja (russisk: Вера Фёдоровна Комиссаржевская) havde titelrollen. Hun blev dybt imponeret og inspireret af Komissarsjevskajas skuespil og bestemte sig for at blive filmskuespillerinde. Hun fik kontakt med Ruslands ledende filminstruktør, Vladimir Gardin, og han besluttede at give hende en mindre rolle i sin filmatisering af Tolstojs Anna Karenina.
Efter at hendes ægtemand blev indkaldt til militærtjeneste for at kæmpe i Den første verdenskrig, underskrev Kholodnaja med et rivaliserende filmstudie, Aleksandr Khansjonkov (russisk: Александр Алексеевич Ханжонков). Hun spillede med i Den triumferende kærlighed sang (efter Ivan Turgenev), som blev en stor seersucces. I starten imiterede hun den danske stumfilmstjerne Asta Nielsen, men fik gradvis sin egen stil. Hendes ekstravagante kostymer, følsomme mund og store, grå øjne gav hende en gådefuld tilstedeværelse som fascinerede tilskuerne over hele det gamle, russiske imperium.
Da den russiske revolution brød ud i 1917 blev en ny Kholodnaja-film udgivet hver tredje uge. På brandsiden (engelsk titel At the Fire Side) var en massiv kommerciel succes. Filmen blev vist i biografer indtil 1924 da de sovjetiske myndigheder gav ordre til at mange af hendes film skulle ødelægges. 

## Vær stille, min sorg, vær stille
Hendes sidste filmsucces var Vær stille, min sorg, vær stille (1918). Som så mange andre af hendes film var den baseret på en traditionel russisk kærlighedssang. Filmen er siden blevet delvis restaureret og nyudgivet på DVD med ny, stemningsfuld musik fra moderne, russiske musikere. Den fortæller historien om Paula, en cirkusartist som lever sammen med en alkoholiseret akrobat, men er fristet til at løbe væk med en rig beundrer. Desværre bliver nutidens tilskuere efterladt i spænding om, hvad der videre vil ske, eftersom kun den første halvdel har overlevet. Filmen har en meget, meget enkel handling og repræsenterer datidens sans for at give publikum grund til at græde. På trods af at filmens kvaliteter ikke har overlevet tidens tand, kommer Vera Kholodnajas kvaliteter som skuespiller fortsat frem.
I løbet af den russiske borgerkrig krævede de bolsjevikiske myndigheder at filmselskaberne skulle producere færre melodramaer og flere bearbejdelser af klassikerne. Følgelig fik Kholodnaja rollen i filmversionen af Tolstojs De levende lig. Hendes fremførelse blev applauderet af Konstantin Stanislavskij som ønskede hende med i teatertruppen ved Moskvas kunstteater (MKhAT).

## Død
På denne tid havde stumfilmskuespilleren bestemt sig for at flytte med sit filmselskab til Odessa hvor hun døde i en alder af 25 år. Da Aleksandr Vertinskij, som havde planlagt at bruge hende i hovedrollen i en ny film, hørte om hendes død, skrev han sin mest tragiske og gribende sang; Dine fingre oser af kirkerøgelse, og dine øjenlåg sover i sorgen. En filminstruktør som hun havde arbejdet sammen med i flere år, filmede hendes begravelse. Ironisk nok synes dette at være hendes mest kendte film i dag.
Officielle, russiske optegnelser fastslår at Vera Kholodnaja døde af Den Spanske Syge under pandemien i 1919. Mens dette er meget sandsynligt, har der alligevel været spekulationer omkring årsagen til hendes tidlige død. Nogen rygter vil vide at hun blev dræbt af bolsjevikkerne da hun forsøgte at flygte til Europa, mens andre mere fantasifulde historier beretter at hun blev forgiftet af den franske ambassadør som hun havde en påstået affære med og som troede at hun var spion for bolsjevikkerne.
Hendes liv er blevet dramatiseret i Nikita Mikhalkovs film Kærlighedens slave (1975). En dokumentar om hendes liv blev optaget i 1992. Et år senere fik hun sit billede på et frimærke og i 2003 blev en bronzestatue af hende i naturtro størrelse rejst i Odessa.

## Galleri
- Vera Kholodnaja
- Vera Kholodnaja (1917)